# بيني لوك
بيني لوك (بالإنجليزية: Benny Luke)‏ هو راقص وممثل أمريكي، ولد في 23 نوفمبر 1942 في الولايات المتحدة، وتوفي في 13 يناير 2013 بباريس في فرنسا.

## وصلات خارجية
- بيني لوك على موقع IMDb (الإنجليزية)
- بيني لوك على موقع ألو سيني (الفرنسية)
- بيني لوك على موقع أول موفي (الإنجليزية)
- بيني لوك على موقع قاعدة بيانات الأفلام السويدية (السويدية)
- بيني لوك على موقع قاعدة بيانات الفيلم (الإنجليزية)
- بيني لوك على موقع كينوبويسك (الروسية)